# Tricholabus lepidus
Tricholabus lepidus är en stekelart som först beskrevs av Brulle 1846.  Tricholabus lepidus ingår i släktet Tricholabus och familjen brokparasitsteklar. Inga underarter finns listade i Catalogue of Life.